# European Low Fares Airline Association
La European Low Fares Airline Association (ELFAA) était une organisation formée en 2004 pour représenter les transporteurs à bas coûts et faire pression sur les institutions européennes en leur nom[3]. Elle a cessé ses activités et s'est dissoute en 2016, les principaux membres ayant rejoint le groupe commercial nouvellement formé Airlines for Europe. ELFAA était basée à Bruxelles, en Belgique.

## Membres
Avant de cesser ses activités en 2016, ELFAA comptait dix membres : 
- British Airways
- Iberia

et les transporteurs à bas coûts 
- EasyJet
- Jet2.com
- Iberia Express
- Norwegian Air Shuttle
- Ryanair
- Volotea
- Vueling
- Wizz Air

BA et Iberia ont adhéré en 2015, invoquant des points de vue similaires concernant la libéralisation du transport aérien et la position à l'égard des grandes compagnies aériennes du Moyen-Orient.
Les anciens membres comprennent :
- Air Polonia[2] (a cessé ses activités le 5 décembre 2004),
- Bmibaby[3] (a cessé ses activités le 9 septembre 2012),
- Flying Finn[4] (a cessé ses activités le 27 janvier 2004),
- My Way Airlines[5], devenu MyAir.com[6] (a cessé ses activités le 24 juillet 2009),
- SkyEurope[4] (a cessé ses activités le 1er septembre 2009),
- Sterling[4] (a cessé ses activités le 29 octobre 2008),
- Volareweb.com[4] (a cessé ses activités le 12 janvier 2009),
- Basiqair[4] (a fusionné avec Transavia.com le 1er janvier 2005),
- Clickair[7] (a fusionné avec Vueling le 15 juillet 2009),
- Hapag-Lloyd Express[4], plus tard TUIfly[6] (a fusionné avec TUIfly en janvier 2007), et
- Blue Air.

## Source
- (en) Cet article est partiellement ou en totalité issu de l’article de Wikipédia en anglais intitulé « European Low Fares Airline Association » (voir la liste des auteurs).